# Wladimir Jakowlewitsch Schainski

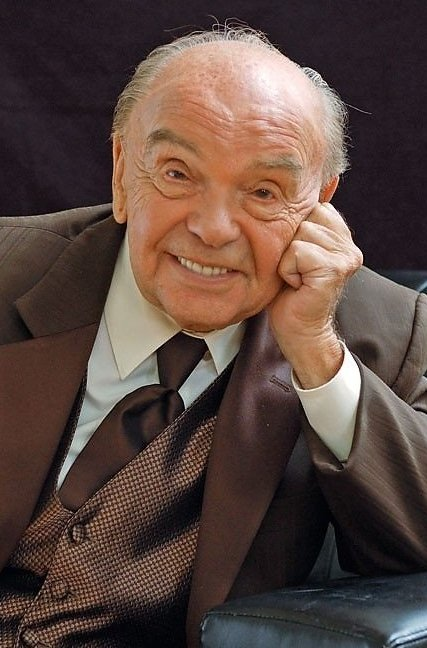
Wladimir Schainski

Wladimir Jakowlewitsch Schainski (russisch Владимир Яковлевич Шаинский; * 12. Dezember 1925 in Kiew; † 25. Dezember 2017 in San Diego) war ein sowjetischer bzw. russischer Komponist. Bekanntheit im In- und Ausland erlangte er seit 1969 mit seinen Kinderliedern für sowjetische Trickfilme, z. B. Antoschka und die Lieder des Krokodils Gena in den Tscheburaschka-Filmen.

## Leben und Werk
Wladimir Schainski erhielt schon als Schüler in Kiew eine musikalische Ausbildung am Konservatorium, die er 1943, nach kriegsbedingter Umsiedlung seiner Familie nach Taschkent (Usbekistan), abschloss. Danach diente er in der mittelasiatischen Region bis zum Kriegsende in der Sowjetarmee. Nach dem Krieg setzte er seine Ausbildung zunächst an der Orchester-Fakultät des Moskauer Tschaikowski-Konservatoriums fort. Danach war er in verschiedenen Orchestern tätig, darunter ab 1949 auch dem des bekannten Jazz-Sängers und -Bandleaders Leonid Utjossow (1895–1982).
Von 1962 bis 1965 studierte Schainski an der Komponisten-Fakultät der Musikakademie Baku (Baku, Aserbaidschan), wo er zur Volksmusik-Klasse von Kara Karajew (1918–1982) gehörte. In dieser Zeit begann sein kompositorisches Schaffen mit einem Streichquartett (1963) und einer Sinfonie (1965).
1969 eröffnete das sowjetische Trickfilmstudio Sojusmultfilm seine neue Reihe Fröhliches Karussell (russ. Весёлая карусель) und verfilmte für die erste Folge das Lied Antoschka von Schainski (Text: Juri Entin). Das Lied wurde in der Sowjetunion sehr bekannt. Bis in die Gegenwart hat es in Russland Volksliedcharakter, und es erreichte im Videoportal Youtube über zehn Millionen Abrufe.
Seit 1971 schrieb Schainski die Lieder für die Tscheburaschka-Trickfilme. Zwei davon, das Lied des Krokodils Gena (1971) und Blauer Wagon (1973) erlangten enorme Berühmtheit, nachdem sie der Sängerknabe Serjoscha Paramonow mit dem Großen Kinderchor des sowjetischen Fernsehens und Radios interpretierte. Schainskis Lieder gehörten mehrmals zum Programm des Fernseh-Musikfestivals Lied des Jahres, das in der Sowjetunion eine vielbeachtete Jahresend-Sendung war.
Schainski verfasste insgesamt ca. 300 Lieder, vorwiegend für Kinder-Trickfilme, von denen zahlreiche auch nach dem Ende der Sowjetunion bei den nachfolgenden Generationen bekannt sind. Er schuf seit den 1970er Jahren auch die Musik zu Spielfilmen und einem Dokumentarfilm. 1974 komponierte er eine Kinderoper, später mehrere Musicals – zwei davon nach dem Ende der Sowjetunion, 1993 und 1994.
Wladimir Schainski war dreimal verheiratet und hat aus den zwei letzten Ehen zwei Söhne (* 1971, * 1987) und eine Tochter (* 1991). Bis zum Jahr 2000 lebte er in Moskau, danach in Israel und seit 2004 in San Diego, USA. Schainski starb im Alter von 92 Jahren in den USA.
Er war Mitglied der Partei Einiges Russland, die den russischen Präsidenten Wladimir Putin unterstützt.

## Ehrungen und Auszeichnungen
In der DDR erhielt Wladimir Schainski schon zu Beginn seines Ruhms die Medaille für Deutsch-Sowjetische Freundschaft in Silber (1971) und Gold (1972) sowie den Kunstpreis der DDR (1976). In der Sowjetunion wurde er Träger hoher Preise und Orden, u. a. des Staatspreises der UdSSR (1981), des Komsomol-Preises (1980) und der Auszeichnung als Volkskünstler Russlands (1986). Auch im nach-sowjetischen Russland wurde er für sein Werk geehrt, u. a. durch Verleihung des Ordens der Freundschaft (1995), des Ordens der Ehre (2001) und des Verdienstordens für das Vaterland 4. Klasse (2005).